# BMW・F16
BMW・F16 は、ドイツの自動車メーカーBMW社が製造・販売している第2世代X6である (F16はそのコードネーム)。

## 概要
ヨーロッパ市場ではxDrive50i、xDrive30d、M50dが2014年12月から販売される。xDrive35i、xDrive40dは2015年春から販売される予定である。

## 日本市場での歴史
- 2014年8月、日本市場で発表された[2]。「xDrive35i」「xDrive50i」の2グレードが導入された。
- 2014年11月6日、高性能モデルである「X6 M」の販売を開始した[3]。575ps/750Nmを発生する4.4L V型8気筒ツインターボエンジンを搭載し、0-100km加速は4.2秒としている。なお、このモデルに関しては別のモデルコードF86が与えられている。
- 2014年12月、「xDrive50i」の発売開始。
- 2015年2月、「xDrive35i」の発売開始。

| F16（2014年 - ） | F16（2014年 - ） | F16（2014年 - ） | F16（2014年 - ）         | F16（2014年 - ） | F16（2014年 - ）    | F16（2014年 - ） | F16（2014年 - ） |
| グレード         | 型式             | 排気量（cc）     | エンジン                 | 最高出力(ps/rpm) | 最大トルク(kgm/rpm) | 変速機           | 駆動方式         |
| ---------------- | ---------------- | ---------------- | ------------------------ | ---------------- | ------------------- | ---------------- | ---------------- |
| xDrive35i        | N55B30A          | 2,979            | 直列6気筒DOHCターボ      | 306/5,800        | 40.8/1,200-5,000    | 8速AT            | 四輪駆動         |
| xDrive50i        | N63B44B          | 4,394            | V型8気筒DOHCツインターボ | 450/5,500        | 66.3/2,000-4,500    | 8速AT            | 四輪駆動         |
| X6 M             | S63B44B          | 4,394            | V型8気筒DOHCツインターボ | 575/6,000        | 76.5/2,200-5,000    | 8速AT            | 四輪駆動         |